# ボーイング717
ボーイング717
ブルーワンのボーイング717-200
- 用途：旅客機
- 分類：ナローボディ機
- 設計者：マクドネル・ダグラス
- 製造者：ボーイング
- 運用者（2017年7月現在）[1]
  - デルタ航空
  - カンタスリンク
  - ハワイアン航空
  - ボロテア
  - トルクメニスタン航空
- 初飛行：1998年9月2日
- 生産数：156機[2]
- 運用開始：1999年10月12日
- 運用状況：運用中

ボーイング717のロゴ

ボーイング717 (Boeing 717) は、アメリカ合衆国のボーイングが製造した、100席級のナローボディの双発ジェット旅客機である。当初はマクドネル・ダグラスによりMD-95として開発が進められていたが、同社がボーイングに吸収合併されたことでボーイング717の名称が与えられた。
なお、初代の「717」はアメリカ空軍用ジェット輸送機KC-135へ発展し、モデル・ナンバー717が社内で割り当てられていた。
717はダグラスが開発したDC-9の発展型で、DC-9由来の胴体断面、低翼配置の主翼、T字型の尾翼を備え、胴体尾部の左右に1発ずつターボファンエンジンを備える。機体寸法は、全長が37.81メートル、全幅は28.45メートル、全高は8.92メートルで、標準座席数は106（2クラス）から117席（1クラス）である。ボーイング717のラインナップは717-200の一種類のみだが、オプションで燃料タンクを増設して最大離陸重量を増加させたHGW型がある。
1995年10月にMD-95の正式開発が決定され、途中マクドネル・ダグラスがボーイングに吸収合併されるという出来事もあったが、合併後も唯一開発・生産が継続されたマクドネル・ダグラスの旅客機となった。717は1999年10月にエアトラン航空によって初就航し、従来ターボプロップ機のみを運航していた小さな航空会社でも採用された。ボーイングはボーイング737との売り分けを考えていたが受注は伸び悩み、2006年5月に最終機の引き渡しが行われて生産が終了した。717の総生産数は156機であった。2017年10月現在、717に関して5件の航空事故・事件が発生しているが、機体損失事故および死亡事故に至ったものはない。
本項では以下、ダグラス、マクドネル・ダグラス、ボーイングおよびエアバス製旅客機については社名を省略して英数字のみで表記する。たとえばマクドネル・ダグラスMD-80は「MD-80」、ボーイング737は「737」、エアバスA320は「A320」とする。

## 沿革

### 開発の背景

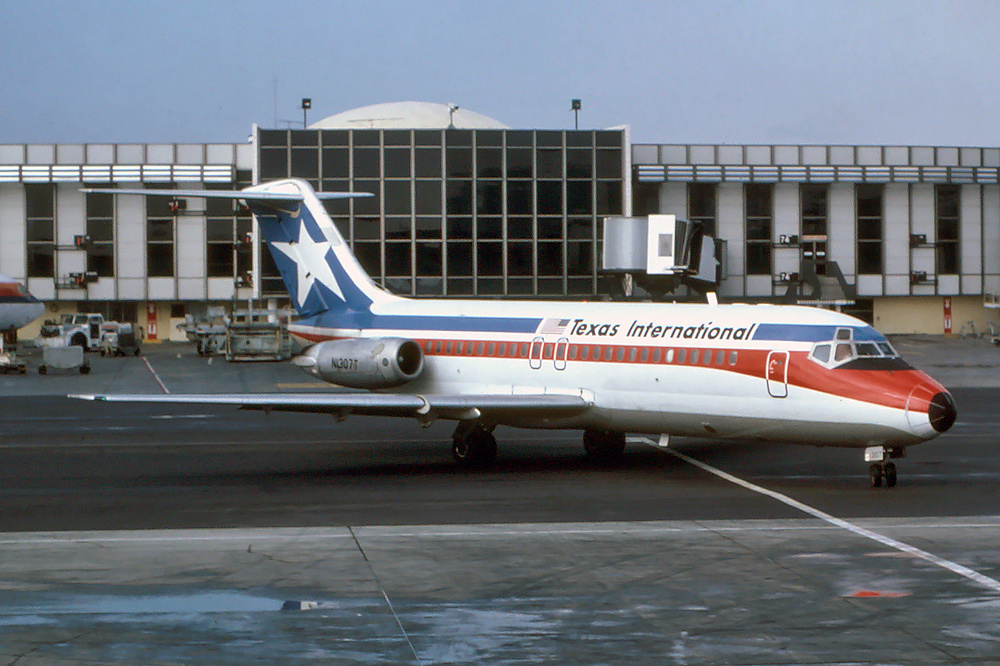
ダグラスが開発した小型ジェット旅客機DC-9。

米国のダグラスは、同社で最初のジェット旅客機となるDC-8を開発した後、プロペラ機が担っていた小型旅客機市場に向けて、短距離用の小型ジェット旅客機のDC-9を開発した。DC-9シリーズで最初のモデルとなったのはDC-9-10で、1965年12月8日に初就航した。DC-9は胴体尾部の左右に1発ずつターボファンエンジンを装備してT字型の尾翼を持ち、客席の通路が1本のナローボディ機であった。ダグラスはDC-9-10をベースに胴体延長型や最大離陸重量増加型といった派生型を開発してDC-9シリーズのラインナップを拡充した。1967年4月、ダグラスは同じ米国の航空機メーカーのマクドネルと合併してマクドネル・ダグラスとなった。
1970年代の中頃になると、150席級の旅客機の需要が高まると考えられるようになり、マクドネル・ダグラスはDC-9のさらなる胴体延長型を開発して対応しようとした。このモデルでは主翼などの設計変更やエンジンの更新も行うことになり、1977年10月14日に正式な開発が決定してDC-9スーパー80と呼ばれた。DC-9スーパー80の最初のモデルは1980年8月25日に型式証明を取得し、その年の10月に路線就航を開始した。1983年7月、マクドネル・ダグラスは製品名の変更を発表し、DC-9スーパー80はMD-80シリーズと呼ばれることとなった。MD-80シリーズでも胴体長や航続距離性能が異なるシリーズ機が開発されたが、いずれもDC-9と同じ胴体断面を用い、尾部のエンジン配置とT字尾翼という特徴もDC-9から引き継がれた。
1984年3月、欧州のエアバスが完全に新設計のA320の開発を決定し、150席級のジェット旅客機市場への参入を決めた。また、1981年3月にはボーイングも737の発展型（737-300）の開発を決定しており、さらなる後継機計画も検討していた。DC-9/MD-80シリーズは一定の市場シェアを獲得していたが、マクドネル・ダグラスはこれらの競合他社の動きに対応する必要に迫られ、MD-80の次世代型となるMD-90を開発した。MD-90でもDC-9由来の胴体断面を用いられ、尾翼やエンジンの配置も引き継がれたが、エンジンは新型のインターナショナル・エアロ・エンジンズ社のV2500に置き換えられたほか、操縦系統や客室内装などが改良された。MD-90は全長が46.5メートル、標準座席数が153席（2クラス）から172席（1クラス）で、1995年4月に初就航した。
マクドネル・ダグラスは、MD-80シリーズの胴体短縮型であるMD-87をベースにしたMD-90-10の開発も計画していた。しかし、MD-90のV2500エンジンは胴体短縮型には大きすぎたことから、機体計画が見直され、エンジンを置き換えて各種新技術を導入し、座席数を100席程度としたMD-95の機体構想がまとめられた。MD-95の機体案は1991年6月のパリ航空ショーで発表され、航空会社への説明が開始された。しかし、しばらくの間、航空会社からの受注はなく開発計画は棚上げ状態となった。その後1995年10月19日、米国の格安航空会社のバリュージェット航空から確定50機、オプション50機という大口の注文を獲得したことで、同日付でマクドネル・ダグラスはMD-95の正式開発を決定した。

### ボーイング機としての開発継続
MD-95の開発が進行中に、計画を左右する2つの大きな出来事があった。
1つ目は、MD-95の最初の発注者であったバリュージェットが深刻な経営不振に陥ったことである。1996年5月11日、バリュージェットが運航するDC-9が墜落し、乗客・乗員合わせて110人全員が死亡する事故が発生した（バリュージェット航空592便墜落事故）。その後、同社は安全上の問題点が指摘されて社会的信用を失い、1996年6月に運航を停止した。当時、MD-95を発注していたのはバリュージェットのみであり、受注がゼロになる可能性もあった。しかし、最終的にバリュージェットはエアウェイズ社と合併してエアウェイズ社の子会社であったエアトラン航空の名前で運航を再開した。MD-95の発注もエアトラン航空に引き継がれ、注文のキャンセルは回避された。
2つ目は、1997年8月、マクドネル・ダグラスがボーイングに吸収合併されたことである。合併後のボーイングは、従来のボーイング製品と競合するマクドネル・ダグラス機の生産を終了させる方針を決めた。MD-95の開発も中止すべく、ボーイングはエアトラン航空に対し、ボーイングの100席級の旅客機である737-600へ発注切り替えを要請した。しかし、エアトラン航空は運航していた機材との共通性からこれを拒否し、MD-95は旧マクドネル・ダグラスの旅客機の中で唯一、合併後も開発・生産が継続されることとなった。1998年1月、ボーイングは製品の名称を揃えるため、MD-95をボーイング717-200へと変更した。
「717」という名称は、アメリカ空軍の空中給油機であるKC-135Aおよび707の派生型旅客機（後に720と命名された）の型式名として割り当てられていた。しかし、この名称は一般には知られていなかったことと、717の「1」で100席級の旅客機ということを表現できることなどから、当機の名称として選ばれた。717は新生ボーイングの象徴となり、短距離路線を運航する格安航空会社向けの旅客機として開発が進められた。

### 生産と試験

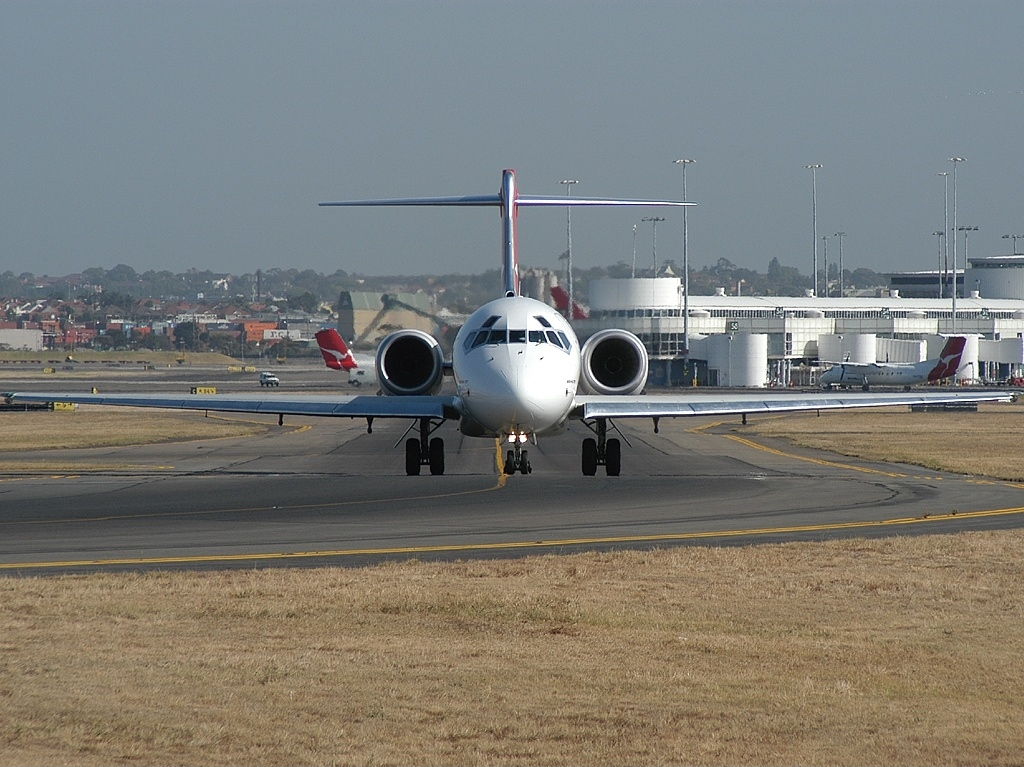
カンタスリンクの717を前方から見る。DC-9由来の胴体断面が用いられ、主翼は低翼、尾翼はT字型の配置となっている。

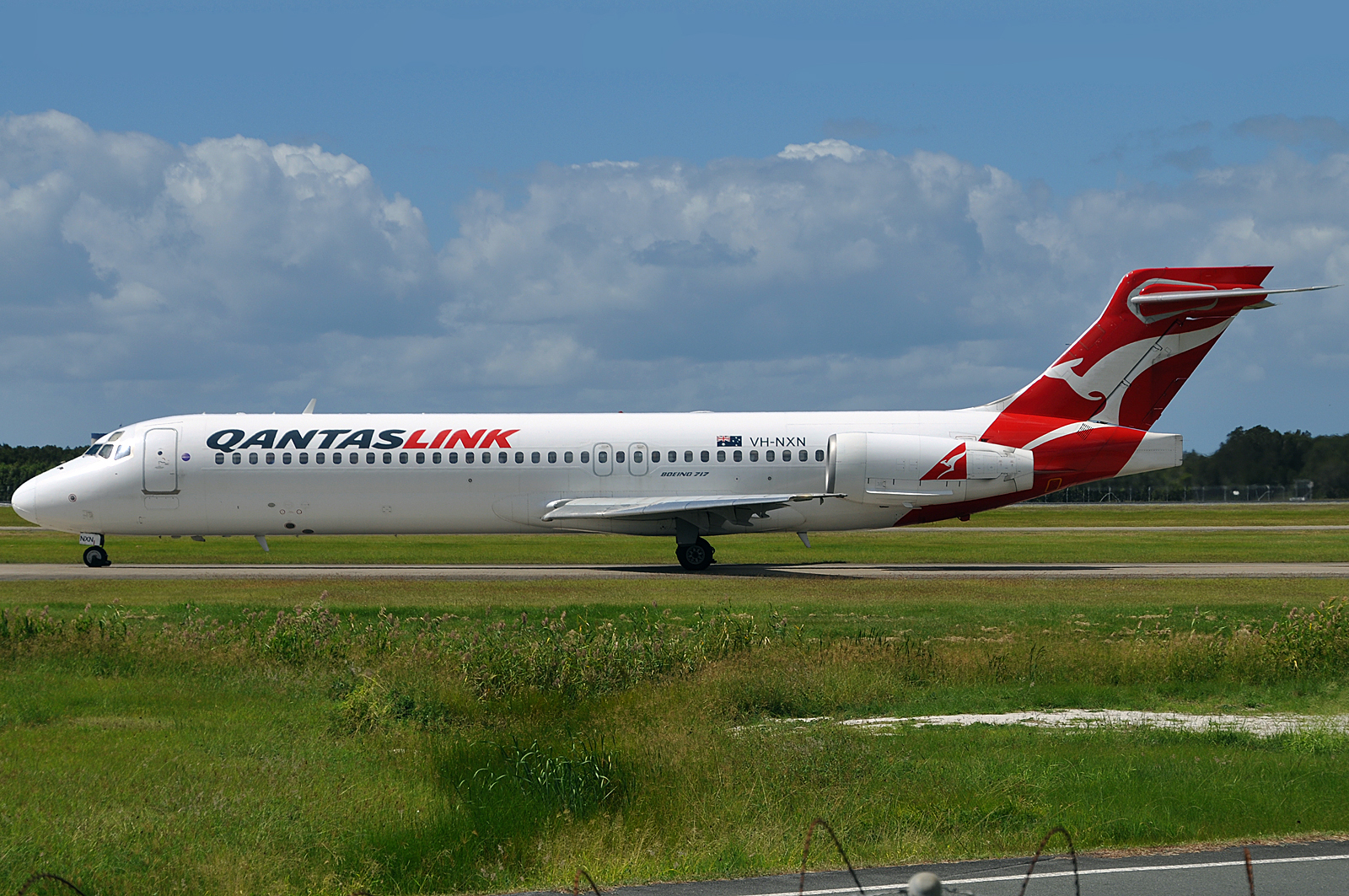
カンタスリンクの717の左側面。

717の胴体断面や主翼の設計はDC-9-30のものを引き継ぎ、717の開発や認証取得にかかるコストが節約され、1999年時点での717のカタログ価格は3150万USドルであった。主翼はDC-9-34のものを基本とし、新しいアルミ合金を採用して軽量化が図られた。エンジンはBMWロールス・ロイスが開発した低騒音、低燃費の新型ターボファンエンジンであるBR715が採用された。MD-80シリーズの後半から行われていた操縦系統の電子化がさらに進められ、717では完全なグラスコックピットとなった。
717の生産は、マクドネル・ダグラスから引き継がれたカリフォルニア州・ロングビーチの工場で行われた。717では一部の主要コンポーネントは米国以外の企業によって設計・生産された。胴体はイタリア、機首や主翼は韓国、内装はオーストリアの企業が担当し、水平尾翼とエンジン・パイロンの設計と製造は日本の新明和工業が担当した。
試験飛行のために3機の717が生産され、1号機は1998年9月2日に初飛行した。2号機と3号機は同じ年の10月26日、12月16日にそれぞれ初飛行した。1999年1月23日には量産の初号機となる機体が完成し、型式証明取得のための試験に投入された。1999年9月1日に米国の連邦航空局（Federal Aviation Administration、以下FAA）、続いて16日にはドイツの航空当局から717の型式証明が交付された。そして同月23日、エアトラン航空への初引き渡しが行われた。

### 就航開始

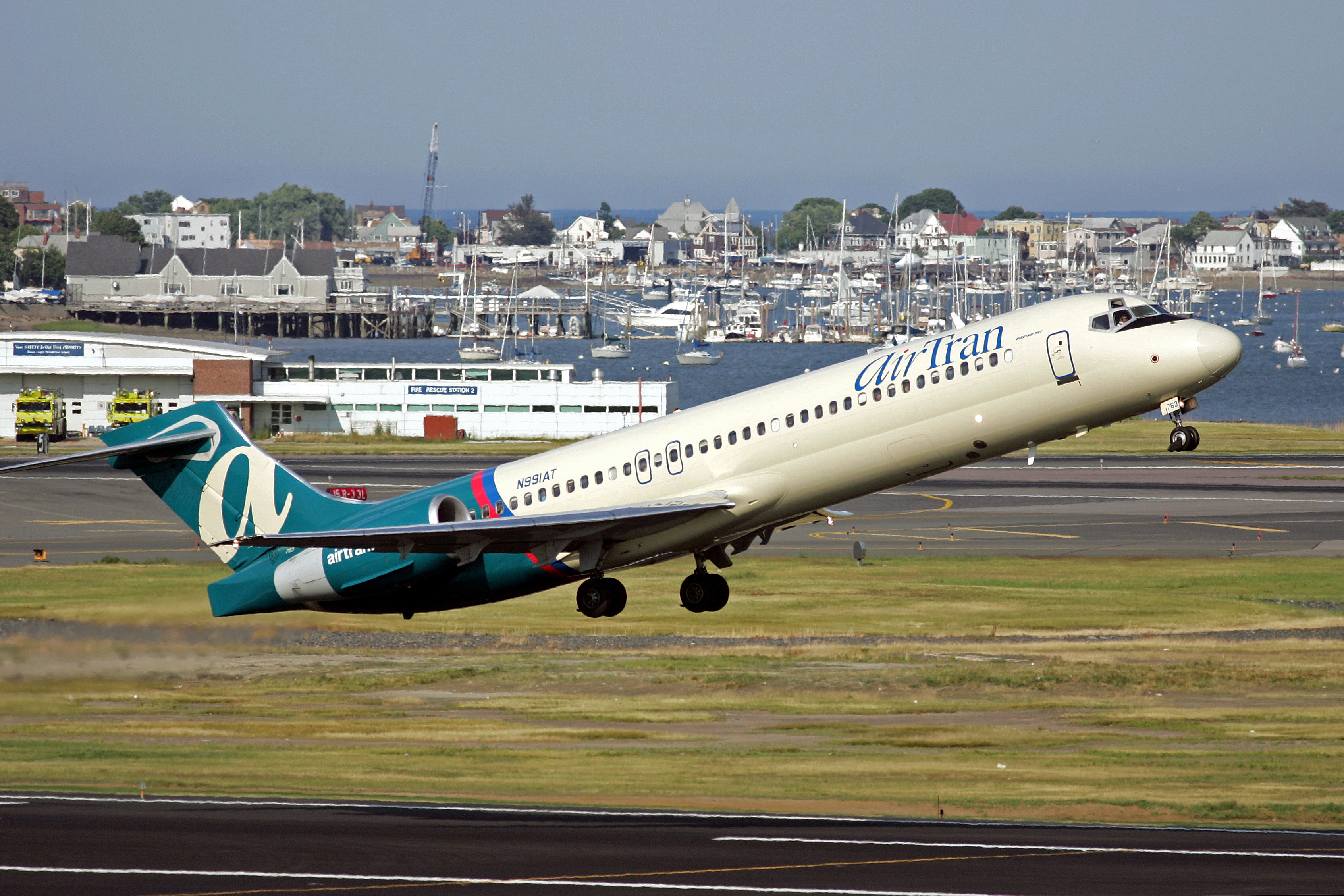
ジェネラル・エドワード・ローレンス・ローガン国際空港を離陸するエアトランの717。

1999年10月12日、エアトラン航空によって717の商業運航が開始された。
2001年6月までに、7社の航空会社に63機の717が導入された（リース会社が機体を保有するリース機も含む）。717の新造機納入数が多かったのは米国の航空会社で、エアトラン航空で22機、その次がトランス・ワールド航空で20機であった。その他の地域では、スペインのエーバル と、ギリシャのオリンピック航空の子会社オリンピック・アビエーション、オーストラリアのインパルス航空、アジアのバンコク・エアウェイズに引き渡しが行われていた。

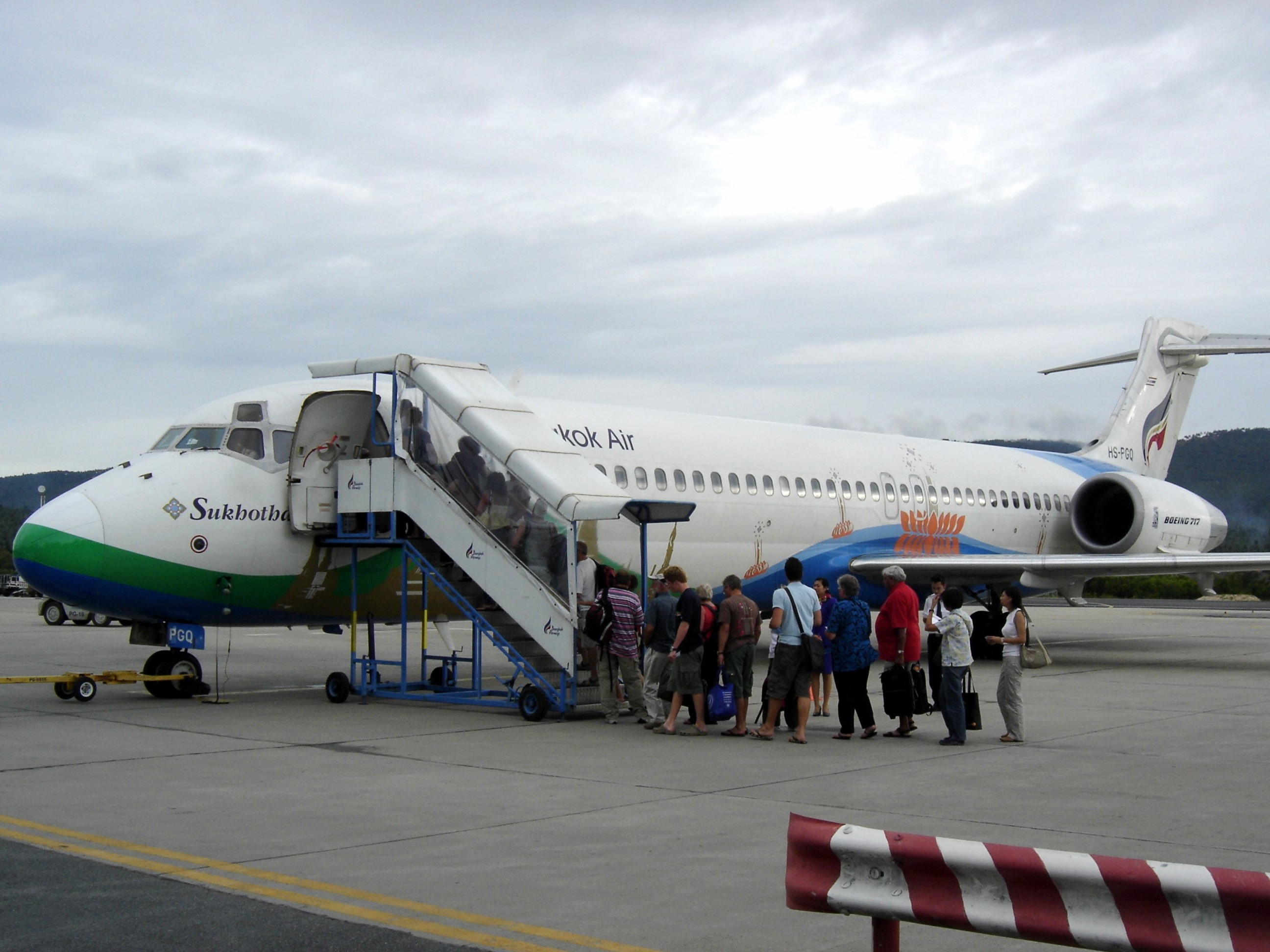
バンコク・エアウェイズの717。乗客の搭乗中。

エアトラン航空では717により旧式のDC-9が置き換えられ、ハワイアン航空は島々を結ぶ短距離路線に717を投入した。インパルス航空やオリンピック・アビエーションは、それまで小型のターボプロップ機しか運航しておらず、717が最初に導入したジェット旅客機となった。
717の初期の運航者は、ボーイングが従来取引していた航空会社よりも小さかったため、ボーイングはカスタマーサポートの新しい方針を打ち出し、整備や運航に関する諸問題を運航者間で共有できる体制を整えた。初期に717を導入した航空会社では、補助動力装置やエンジンなどに関するいくつかのトラブルがあり、ボーイングは対処が必要であったが、早期に出発信頼度は99パーセントに達していたほか、上昇性能、燃費性能などが当初計画値を上回り、着陸滑走距離は計画より短く済んだ。また、エンジンの排気や機外騒音は当時の規制値を十分下回った。

### 生産終了まで
ボーイングのラインナップには717とほぼ同じ客席数の737-600があり、両機種を並行して生産し続けることを疑問視する声がボーイングに寄せられていた。ボーイングは、両機種は航続距離が異なり717は短距離向け、737-600は中距離向けで、1,600キロメートルより短い飛行での飛行距離当たりの運航経済性は717-200の方が737-600より優れていると説明していた。
そしてボーイングは、717の胴体を短縮して座席数を70から80席とする717-100Xや、胴体延長により130席程度を配置できるようにする717-300Xといった派生型の開発構想も示していた。しかし、短距離路線向けの100席以下の旅客機市場には、ボンバルディアのCRJシリーズやエンブラエルのE-Jetシリーズといったリージョナルジェットが参入しており、ボーイングは旅客機のラインナップを100席以上に絞る方針を固めていた。また、130席級の短距離機というのも航空会社からの関心を得ることができず、717-100Xと-300Xの開発には至らなかった。
717は2001年6月の時点で154機の受注を得ていたが販売は減速を続け、2001年10月、ボーイングは2001年中で717の受注を終了することを発表した。しかし、この間に商談が進んでいた航空会社が製造延長を強く望んだことから、同年12月にボーイングは製造継続を決定した。その後、2003年5月には、受注数の上積みを狙って717-200をベースとして座席数を40から60席としたビジネスジェット型の提案も始めた。ビジネスジェット型の受注は得られなかったものの、受注継続により2002年には32機、2003年と2004年には8機ずつの注文を得た。2004年後半になると受注がなくなり、2005年1月、ボーイングは改めて新規受注を停止することを発表した。
2006年5月23日、ミッドウエスト航空とエアトラン航空に1機ずつ、717の最後の引き渡しが行われた。これにより、ダグラスによって1941年に開設されたロングビーチ工場での民間機生産が終了した。717の総生産数は156機であった。

## 機体の特徴

### 形状・構造

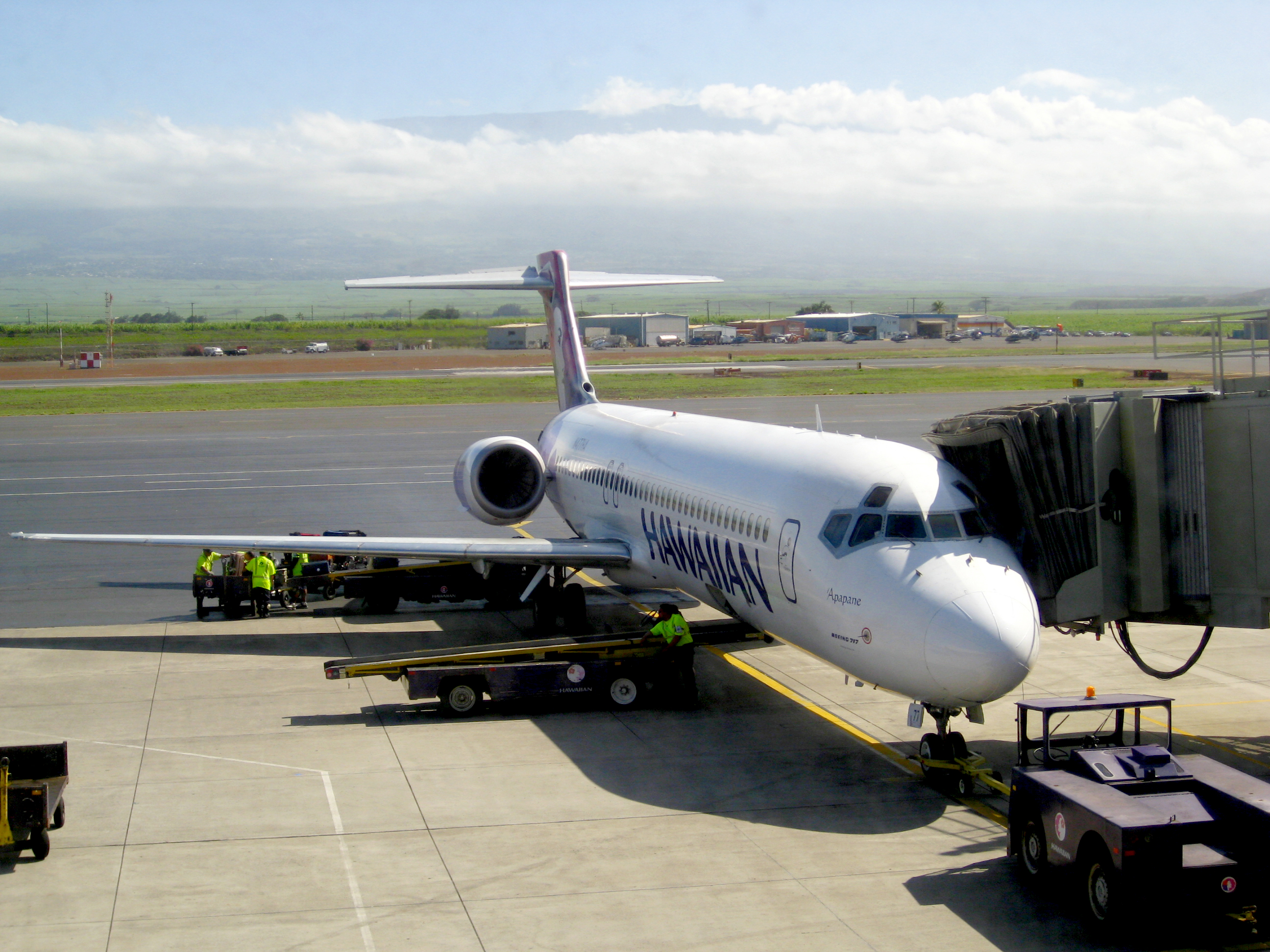
駐機中のハワイアン航空の717。左舷にボーディング・ブリッジが接続され、右舷下部に貨物用ベルトコンベアが配置されている。

717は低翼配置の主翼を持つ単葉機であり、エンジンは胴体尾部の左右に1発ずつ配置され、垂直尾翼の上に水平尾翼が配置されたT字尾翼を持つ。717の尾翼やエンジンの配置はDC-9シリーズの流れが受け継がれたものである。胴体断面もDC-9から引き継がれたもので、2つの円を組み合わせたダルマを逆さにしたような断面を持ち、最大幅が3.34メートルである。機体の寸法はDC-9-30と同程度であり、全長が37.81メートル、全幅は28.45メートル、全高は8.92メートルである。
717の主翼はテーパーがついた後退翼で、翼端にはウィングレットを持たない。この主翼はDC-9-34の主翼と基本設計は同様で、前縁・後縁ともに直線で構成されたシンプルな平面形を持ち、翼面積は92.97平方メートル、25パーセント翼弦での後退角は24.5度、翼厚/翼弦比は11.6である。717で変更された点としては、取り付け角が1.3度増やされているほか、使用部材に新アルミ合金などの新素材が採用されている。
降着装置は前輪配置で、前脚と主脚ともに2輪式である。
717には長胴型や短胴型といった派生型は開発されなかったが、最大離陸重量を増加させたHGW型と呼ばれる仕様が設定されている。標準型の最大離陸重量は49,845キログラムであり、HGW型では54,885キログラムとなる。HGW型では中央翼（胴体）内に燃料タンクが追加され、重量増加分はこの燃料に充てられる。106名の乗客と手荷物を搭載した場合の航続距離は、標準型が1,430海里（2,648キロメートル）、HGW型が2,060海里（3,815キロメートル）となる。HGW型ではエンジンの推力も強化されている。

### 飛行システム

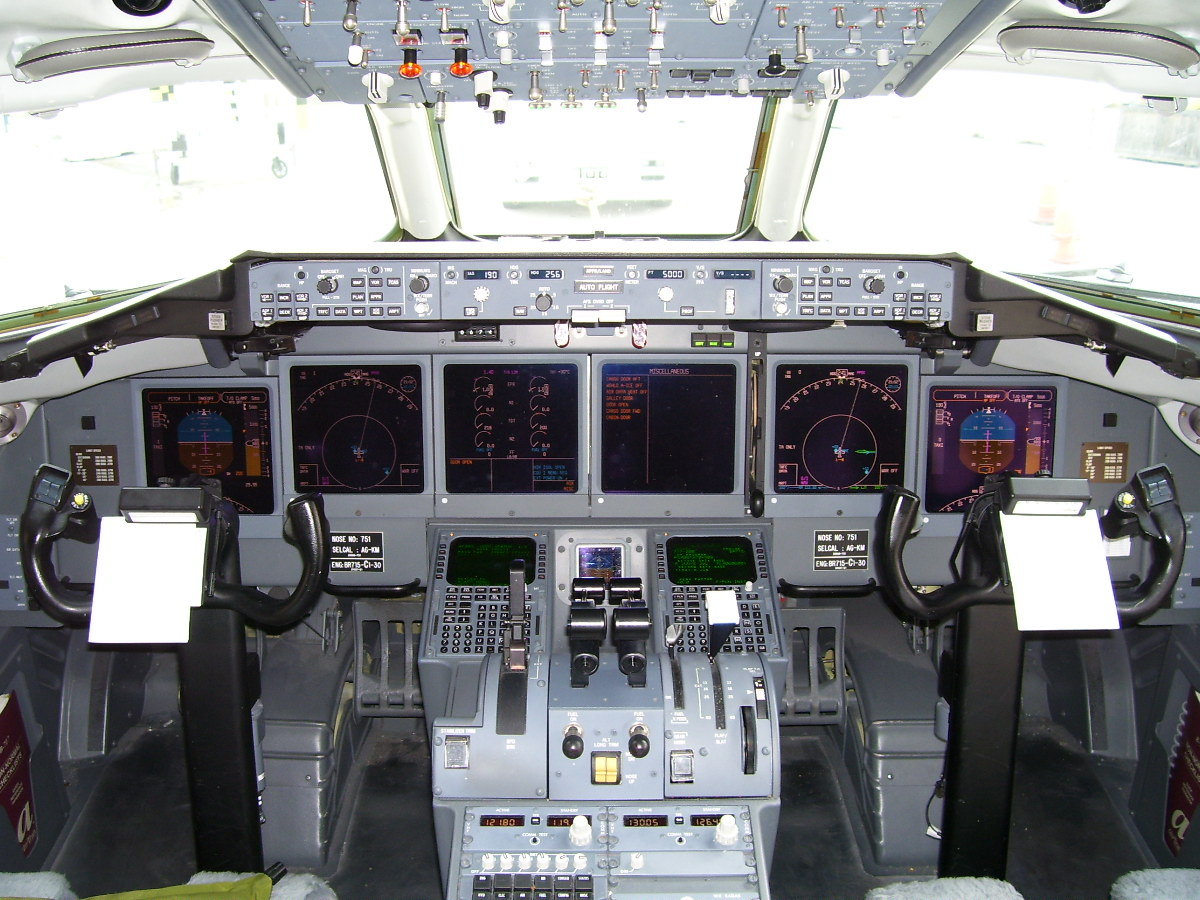
エアトラン航空の717のコックピット。

717の運航に必要な操縦士は機長と副操縦士の2名である。717の操縦席にはMD-11で導入された技術や設計が用いられている。717の操縦席は完全なグラスコックピットとなり、操縦席の全面には液晶ディスプレイが横一列に6面配置されている。操縦室内の電子システムも完全にデジタル化され、MD-87と比べて操縦室内のコンポーネントが50パーセント以上少なくなり、操縦士の作業負荷の低減が図られている。スポイラーはフライ・バイ・ワイヤによって制御される。航法システムや自動操縦装置はハネウェル社のシステムが採用されている。自動着陸装置は標準でカテゴリーIIIa対応で、オプションでカテゴリーIIIbへの対応も可能である。

### 客室・貨物室

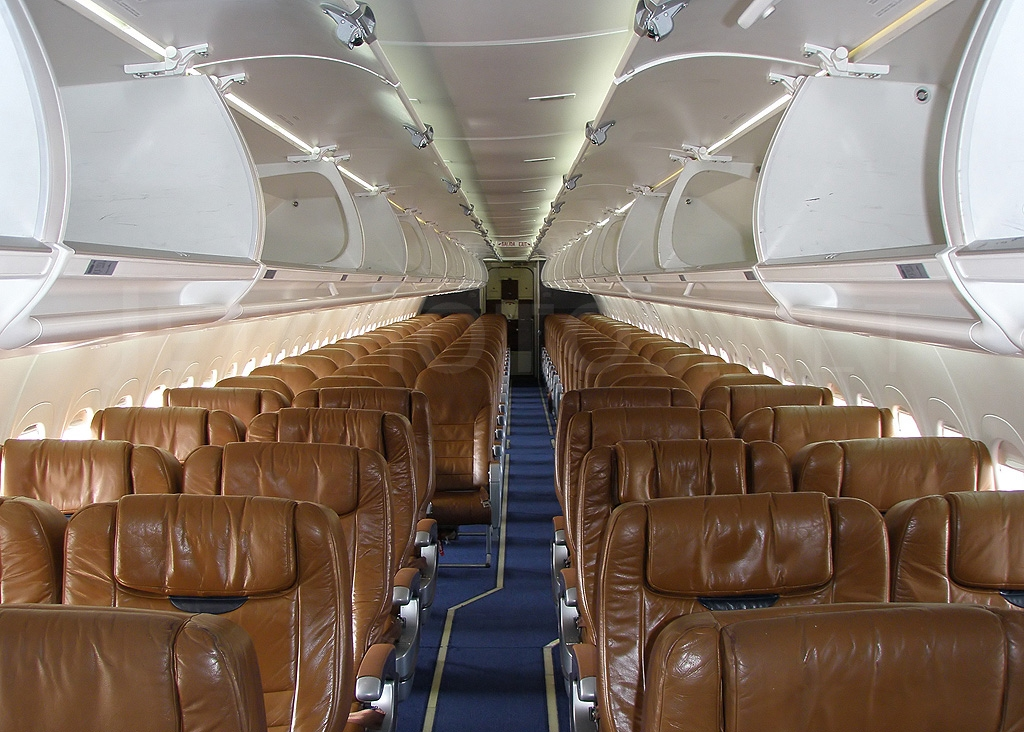
ボーイング717の客室内装の例。メキシカーナクリック運航当時の客室。前方は通路を挟んで2+2の4アブレスト、後方が3+2の5アブレストである。

717の客室内には通路が1本配置され、標準的な座席配置はエコノミークラスが3+2の5アブレスト、上級クラスは2+2の4アブレストであり、左右の座席上には手荷物を収容するオーバーヘッド・ビンが配置されている。胴体断面は1960年代に設計されたDC-9のものだが内装は一新されており、窓面積が拡大され、オーバーヘッド・ビンの下部へ手すりが設けられ、バキューム式の化粧室が導入されている。
乗降用のドアは客室最前部の左舷と通路最後部の尾部に配置されている。前方の乗降用ドアの下にはエアステアと呼ばれる収納式階段がオプションで設定されている。サービスドアは前方乗降用ドアの向かいにあたる右舷に1か所あり、非常口は、左右の主翼上に2か所ずつと、尾部乗降用ドアの上にあたるテールコーン部に1か所設けられている。
床下の貨物室は、主翼を挟んで前方と後方に分かれており、容積は標準型が26.5立方メートル、HGW型が20.7立方メートルである。HGW型の方が容積が小さいのは、貨物室内にオプションの燃料タンクが設けられるためである。各貨物室の右舷側に内開き式の貨物用扉が配置されている。

## 運用の状況

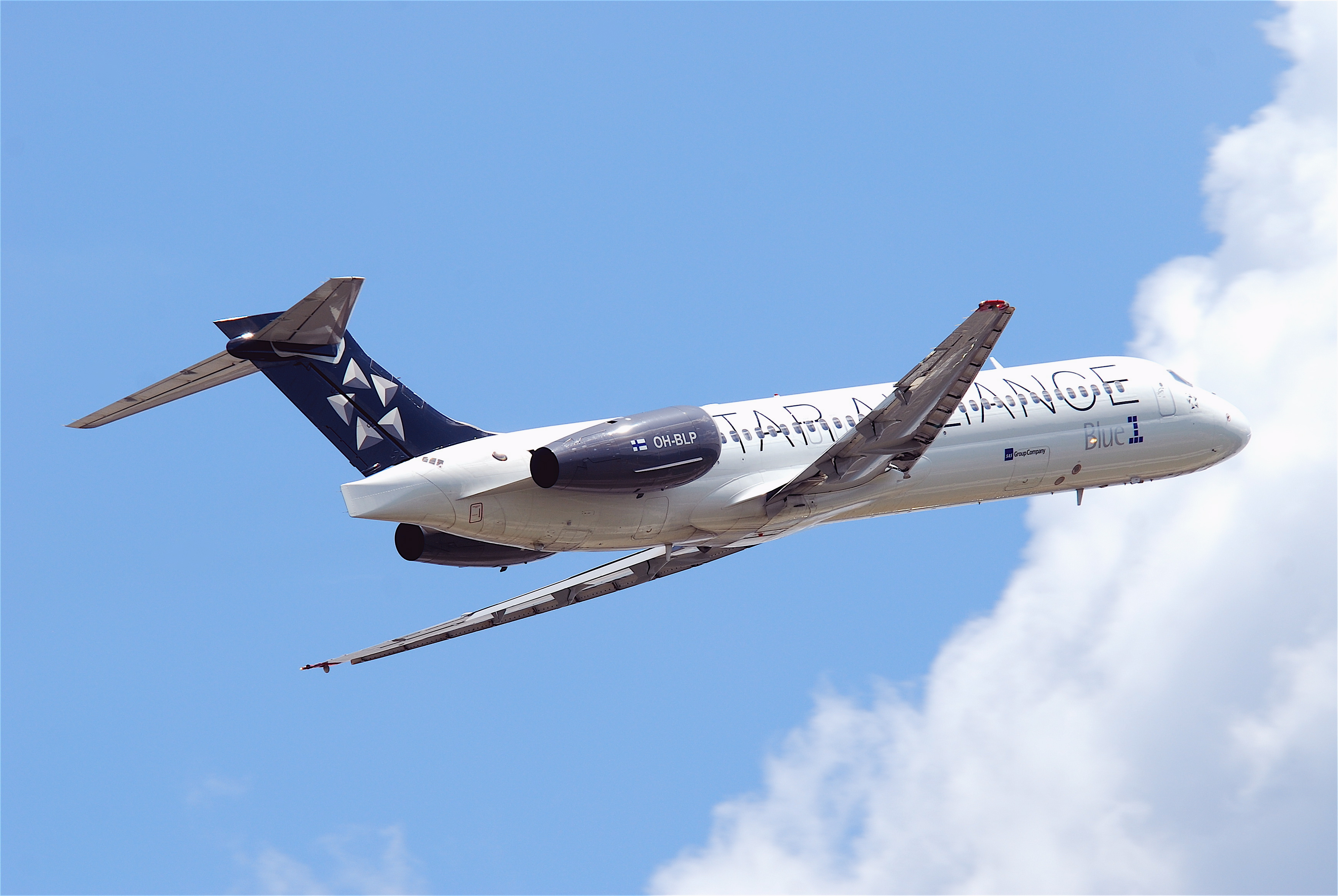
スターアライアンスの塗装が施されたブルーワンの717を右下後方から見る。

2017年7月現在、航空会社5社により154機が民間航空路線に就航している。最も多くの717を運航しているのは米国のデルタ航空であり、全体の約6割となる91機である。続いてオーストラリアのカンタスリンクと米国のハワイアン航空がそれぞれ20機、スペインのボロテアが17機、トルクメニスタン航空が6機を運用している。
717の新造機の受領数が最も多かったのはエアトラン航空で63機、2番手がミッドウエスト航空で25機、続いてトランス・ワールド航空で24機であり、いずれも米国の航空会社であった。また、717は、インパルス航空やオリンピック・アビエーションのように小型のターボプロップ機しか運航していなかった航空会社でも導入された。
初期に717の導入数が多かった航空会社のうち、トランス・ワールド航空は2001年にアメリカン航空に吸収合併された。これにより717はアメリカン航空に引き継がれたが、同社は2002年には手放している。また、エアトラン航空はサウスウエスト航空に吸収合併された。
合併作業は2011年5月に完了し、717もサウスウエスト航空に引き継がれた。
これによりサウスウエスト航空が717の最多運用者となったが、同社は717をデルタ航空にリースすることを発表し、2015年にデルタ航空が最大の運用者となった。ミッドウエスト航空では2009年から2010年にかけて717を手放している。2014年頃にはフィンランドのブルーワンでも運用されていた。

### 受注・納入数
717はシリーズで総計156機が生産され、155機が納入された。
| 年     | 合計 | 2006 | 2005 | 2004 | 2003 | 2002 | 2001 | 2000 | 1999 | 1998 | 1997 | 1996 | 1995 |
| ------ | ---- | ---- | ---- | ---- | ---- | ---- | ---- | ---- | ---- | ---- | ---- | ---- | ---- |
| 受注数 | 155  | 0    | 0    | 8    | 8    | 32   | 3    | 21   | 0    | 41   | 0    | 0    | 42   |
| 納入数 | 155  | 5    | 13   | 12   | 12   | 20   | 49   | 32   | 12   | 0    | 0    | 0    | 0    |

## 主な事故・事件
2017年10月現在、717に関して5件の航空事故・事件が発生しているが、機体損失事故および死亡事故に至ったものはない。事故の内訳は、降着装置の前輪に異常があり胴体着陸した事故が1件、地上走行中に小型機と衝突した事故が1件、ハイジャックが1件などである。

## 主要諸元
- 運航乗務員数: 2名[29]

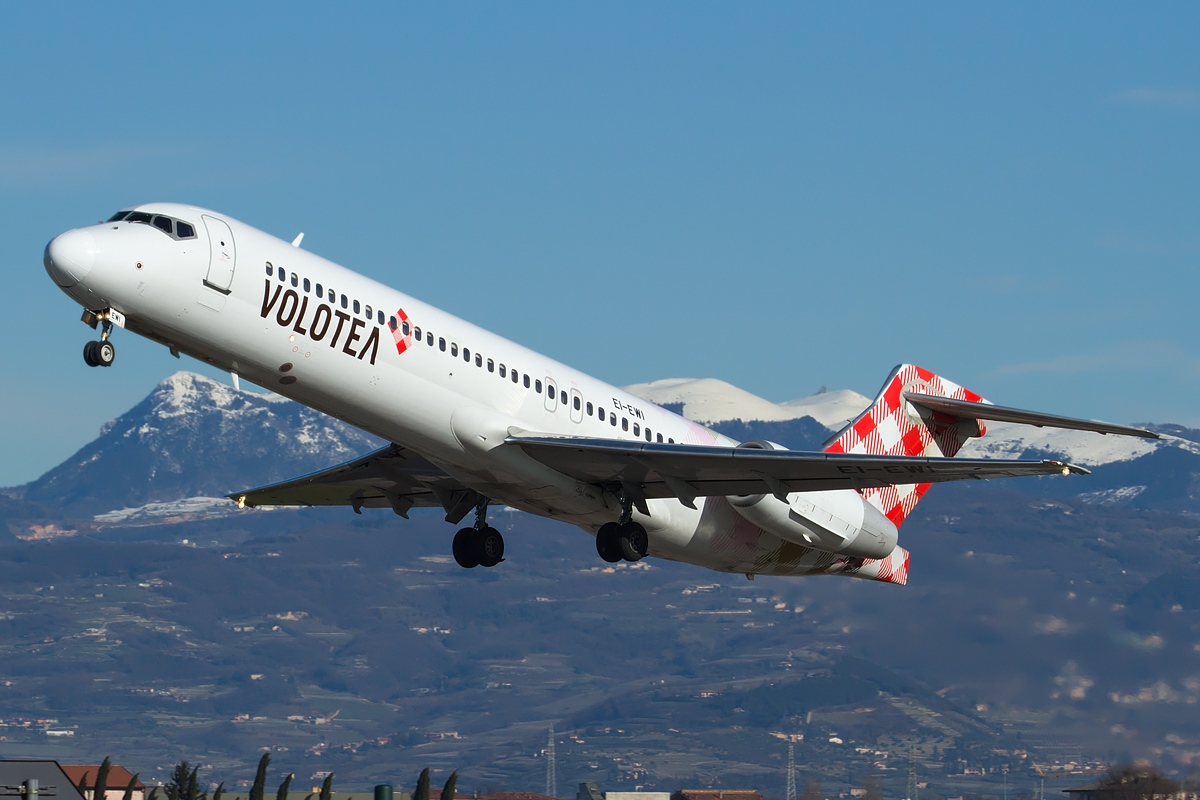
スペインの格安航空会社、ボロテアの717。ヴェローナ・ヴィッラフランカ空港にて。

- 標準座席数: 106（2クラス） - 117席（1クラス）[44]
- 床下貨物室容積: 26.5 m3 / 20.7 m3 (HGW型)[76]
- 全長: 37.81 m[44]
- 全幅: 28.45 m[44]
- 全高: 8.92 m[44]
- 主翼面積: 92.97 m2[76]
- 胴体幅: 3.34 m[47]
- 最大無燃料重量 (MZFW): 43,545 kg / 45,586 kg (HGW型)[76]
- 最大離陸重量 (MTOW): 49,845 kg / 54,885 kg (HGW型)[44]
- 離陸滑走距離: 1,675 m[44]
- 巡航速度: マッハ0.77[44]
- 航続距離: 2,648 km / 3,815 km (HGW型)[46]
- エンジン (×2): BMWロールスロイス BR715-A1-30 / BR715-C1-30 (HGW型)[44]
- 推力 (×2): 82.3 kN / 93.4 kN[44]